# Trust Company
Trust Company (alternative Schreibweisen: TRUSTcompany bzw. TRUST*CO) ist eine US-amerikanische Rockband aus Alabama. 2005 verkündete Sänger Kevin Palmer, er wolle die Band verlassen, woraufhin selbige sich vorerst auflöste. 2007 erfolgte ein Reunion und die Band hatte zwei Auftritte in den USA.

## Diskografie

### Studioalben
| Jahr | Titel                          | Höchstplatzierung, Gesamtwochen, AuszeichnungChartsChartplatzierungen (Jahr, Titel, Platzierungen, Wochen, Auszeichnungen, Anmerkungen) | Anmerkungen                         |
| Jahr | Titel                          | US | Anmerkungen                         |
| ---- | ------------------------------ | --- | ----------------------------------- |
| 2002 | The Lonely Position of Neutral | US11 Gold · (20 Wo.)US | Erstveröffentlichung: 23. Juli 2002 |
| 2005 | True Parallels                 | US32 (6 Wo.)US | Erstveröffentlichung: 22. März 2005 |
| 2011 | Dreaming in Black and White    | US175 (1 Wo.)US | Erstveröffentlichung: 8. März 2011  |

### Singles
| Jahr | Titel Album                             | Höchstplatzierung, Gesamtwochen, AuszeichnungChartplatzierungen (Jahr, Titel, Album, Platzierungen, Wochen, Auszeichnungen, Anmerkungen) | Höchstplatzierung, Gesamtwochen, AuszeichnungChartplatzierungen (Jahr, Titel, Album, Platzierungen, Wochen, Auszeichnungen, Anmerkungen) | Anmerkungen                          |
| Jahr | Titel Album                             | UK | US | Anmerkungen                          |
| ---- | --------------------------------------- | --- | --- | ------------------------------------ |
| 2002 | Downfall The Lonely Position of Neutral | UK89 (1 Wo.)UK | US91 (4 Wo.)US | Erstveröffentlichung: September 2002 |

Weitere Singles
- 2002: Running from Me
- 2003: The Fear
- 2005: Stronger
- 2010: Heart in My Hands